# Nyarunazi (vattendrag i Burundi, Bururi)
Nyarunazi är ett vattendrag i Burundi.   Det ligger i provinsen Bururi, i den centrala delen av landet, 80 km sydost om huvudstaden Bujumbura.
Omgivningarna runt Nyarunazi är en mosaik av jordbruksmark och naturlig växtlighet. Runt Nyarunazi är det ganska tätbefolkat, med 111 invånare per kvadratkilometer.